# Tvis
Tvis er en by i det nordlige Vestjylland med 1.345 indbyggere  (2024), beliggende i Tvis Sogn ca. 7 kilometer øst for Holstebro. Byen ligger i Region Midtjylland og hører til Holstebro Kommune. I byen er der en skole, en kirke, en købmand og en nedlagt station, som ligger på Vejle-Holstebro-banen.
Tvis er blandt andet kendt for virksomhederne Actona og Tvis Køkkener samt idrætsforeningen Tvis KFUM, hvis håndboldafdeling i år 2000 blev en del af holdfællesskabet Team Tvis Holstebro.